# Круговое вязание

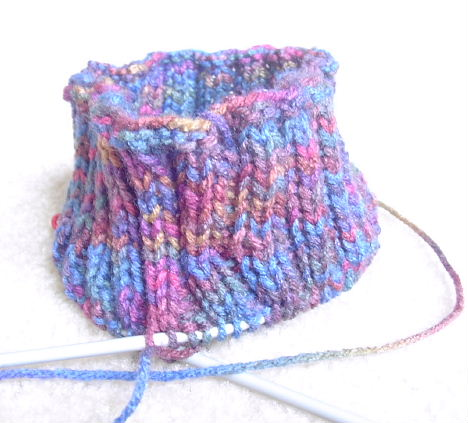
Вязание с использованием круговых спиц.

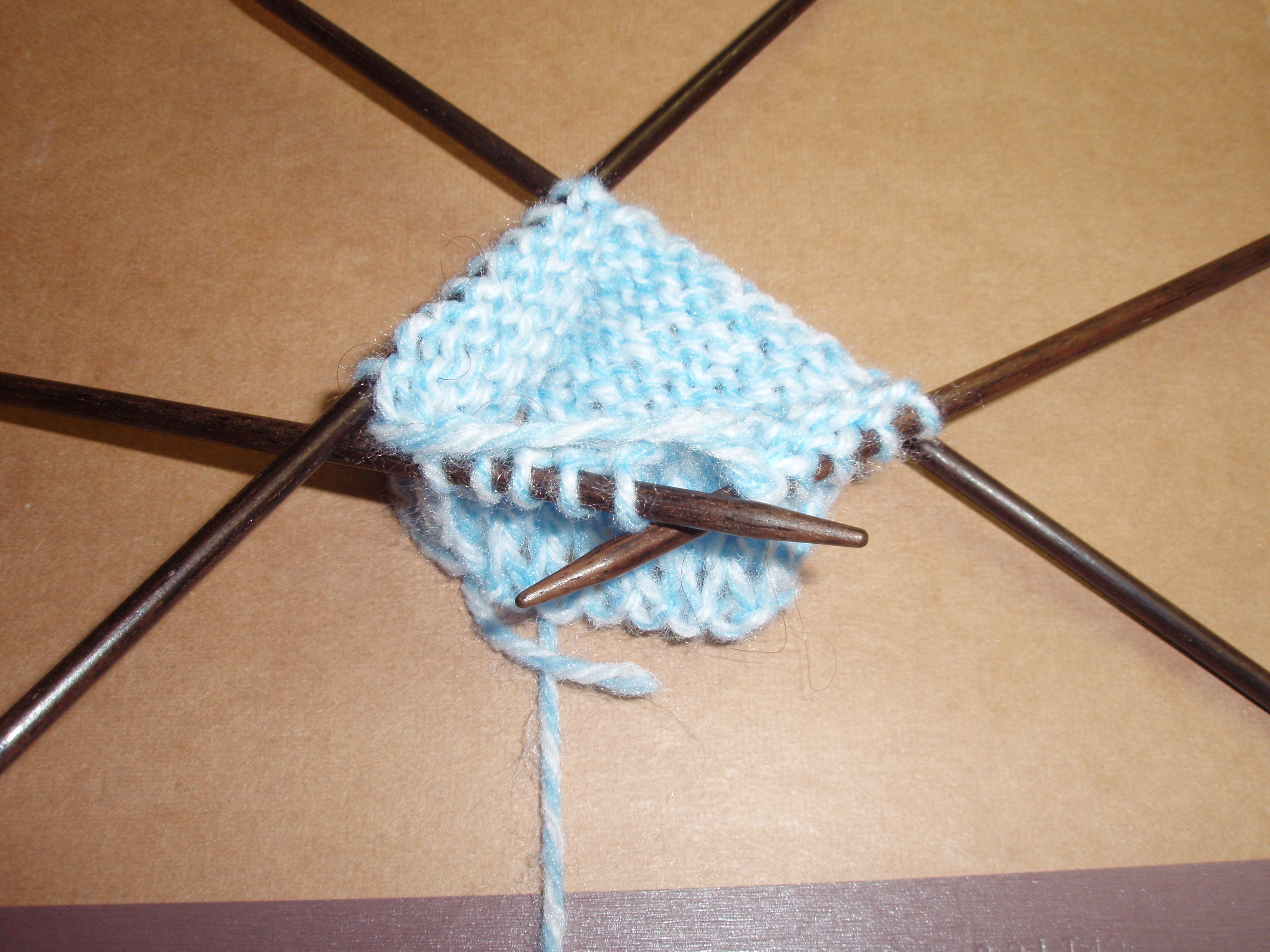
Вязание на двусторонних спицах.

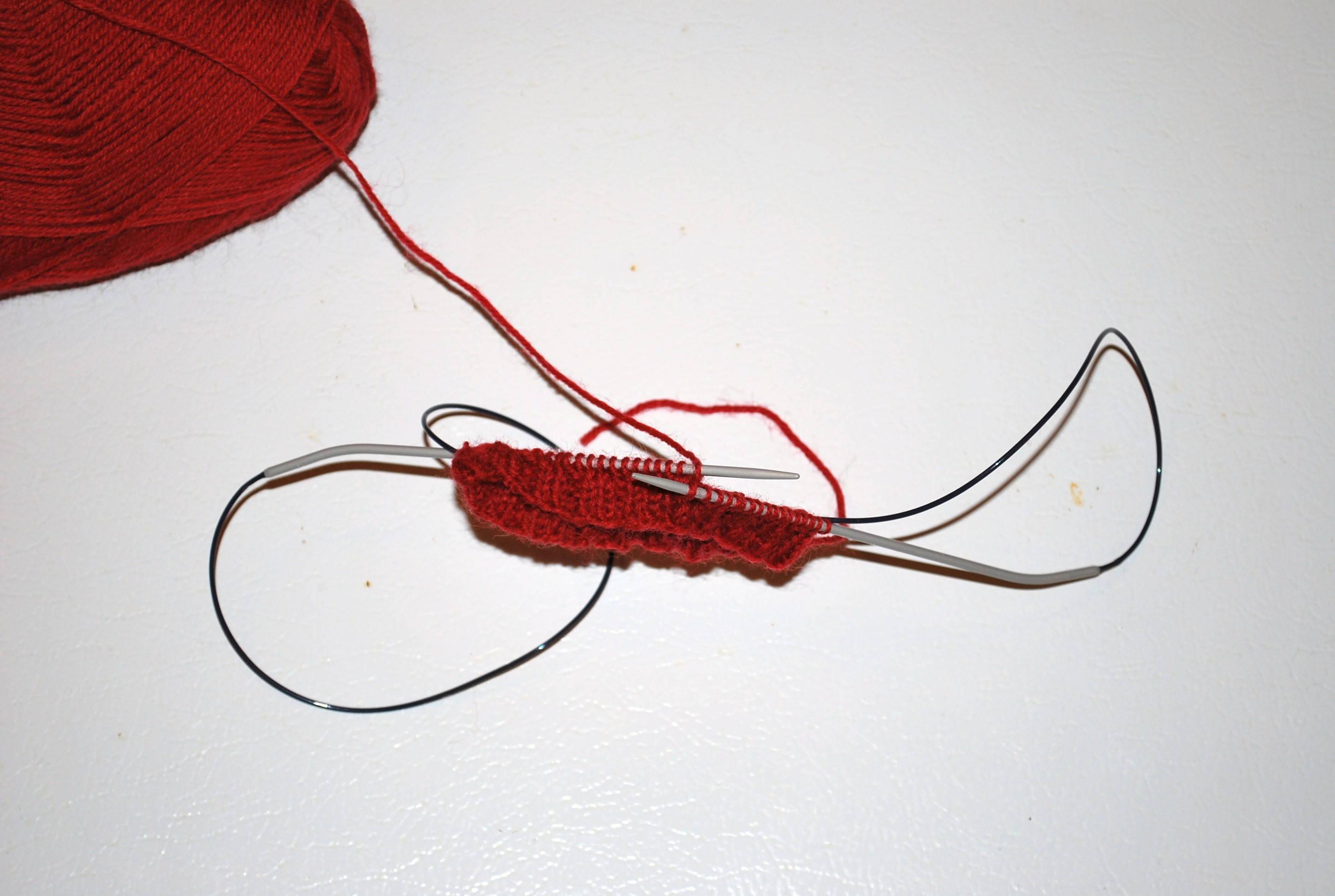
Техника волшебная петля на круговых спицах.

Круговое вязание или бесшовное вязание трубой это способ вязания спицами, который позволяет создать бесшовное полотно в форме трубы. При вязании по кругу, после обычного набора петель и провязывания последней петли первого ряда, сразу провязывается первая петля, соединяя этим полотно в круг. Далее полотно вяжется по кругу.
Изначально по кругу вязали используя четыре или пять двусторонних спиц. Позже, после появления круговых спиц их так же стали использовать для вязания по кругу.

## Техники кругового вязания

### Стикинг
Много видов свитеров традиционно вяжутся по кругу. При выполнении техники стикинг, свитер вяжется без отверстий (для рукавов, шеи и т.д). После окончания вязания, места отверстий разрезаются и прошиваются швейной машиной для предотвращения распускания полотна.

### Волшебная петля
Техника волшебная петля была придумана Сарой Хаушка и была описана и опубликована в виде буклета под названием Волшебная петля (англ. The Magic Loop) в 2002 году.
Эта техника позволяет использовать круговую спицу с тросом длинной 100 см для вязания проектов любой окружности. Это достигается путём разделения полотна на две части и протягивания троса между петлями в месте разделения.
Используя круговую спицу с тросом длинной 120 см, тем же методом можно вязать сразу два проекта одновременно на одной спице, например, вязать сразу два носка.